# Старый Сейлем
Исторический район Старый Салем (англ. Old Salem historic district) — район города Уинстон-Сейлем (округ Форсайт, штат Северная Каролина, Соединённые штаты Америки), часть существовавшего в 1766—1913 годах автономного городского поселения Сейлем.
Район образован на основании Постановления о зонировании города Уинстон-Сейлем и округа Форсайт в 1948 году с целью сохранения исторического наследия немецкоговорящих первопоселенцев, принадлежавших к конгрегации Моравской церкви в Америке. Основанная в 1950 году некоммерческая организация «Old Salem Inc.» (с 2006 года «Музеи и сады Старого Сейлема») в период с 1951 по 2010 год на условиях государственно-частного партнёрства провела масштабную реставрацию и реконструкцию объектов исторического Сейлема, а также археологические изыскания как в границах района, так и за его пределами.
В настоящее время Старый Сейлем представляет собой музей под открытым небом. Сохранившиеся и восстановленные здания города вкупе со специалистами по исторической реконструкции и экскурсоводами знакомят посетителей с жизнью моравского сообщества XVIII и XIX веков. В программу исторической реконструкции входит презентация таких древних ремесел, как ремесло лудильщика, кузнеца, сапожника, оружейного мастера, пекаря и плотника — занятия этими ремёслами происходит непосредственно на глазах посетителей. Около 70 процентов из 72 зданий и строений исторического района являются аутентичными.
На территории исторического района помимо выставочных залов в исторических зданиях функционируют три музея: Музей декоративно-прикладного искусства, Музей игрушек и Детский музей. Музей декоративно-прикладного искусства (MESDA) — единственный музей, в 24 залах и 6 галереях которого выставлены объекты декоративно-прикладного искусства данной местности в период раннего развития Юга: мебель, картины, гобелены, керамические изделия, столовое серебро и изделия из металла, производимые и использовавшиеся в домах штатов Мериленд, Вирджиния, Северная и Южная Каролина, Джорджия, Кентукки и Теннесси в период до 1820 года. Музей игрушек содержит большую коллекцию редких, старинных игрушек XIX и начала XX веков.
В 1966 году исторический район Старый Сейлем был включён в Реестр национальных исторических памятников США (англ. National Historic Landmark), а в 1978 году — в его обновлённую версию. Кроме того два здания Старого Сейлема — таверна и Дом одиноких братьев — входят в индивидуальный список исторических памятников США.
Старый Сейлем — уникальный пример теократически управляемого утопического общества, существовавшего на принципах пиетизма.

## Исторический Сейлем

### Основание Ваховии
История моравов в Америке тесно связана с именем саксонского дворянина, уроженца Австрии, графа Николая Людвига фон Цинцендорфа. В 1722 году он предоставил убежище гонимым католиками последователям Яна Гуса. На его земле моравы основали поселение Хернхут, где в 1727 году возродили старинную религиозную организацию «Братское единство» («Unitas Fratrum»). При политической и финансовой поддержке графа Цинцендорфа в начале 1730-х годов братья-моравы направились с миссионерской целью в Новый Свет. После успешной миссии на острове Сент-Томас (Виргинские острова) в 1732 году и неудачной попытки закрепиться в Джорджии в 1735 году, они прибыли на север английских колониальных владений в Северной Америке, где в 1741 году основали поселения в Мэриленде и Пенсильвании.
В отличие от Нью-Йоркской колонии, откуда моравы были изгнаны четыре года спустя, колония в пенсильванском Вифлееме развивалась вполне успешно. Но Моравская церковь не оставляла попыток найти территорию, где братия могла жить компактно, автономно и духовно изолированно в соответствии со своими правилами и традициями. Её стремление совпало с желанием английского лорда Джона Картерета, графа Гренвиля продать землю в Пьемонте, на задворках Северной Каролины. В 1752 году группа из двенадцати моравских землемеров, возглавляемая епископом Августом Готлибом Шпанбергеном в сопровождении землемера графа Гренвиля выехала в Северную Каролину. Западная часть провинции к этому времени уже была достаточно плотно заселена, и моравы направились в её восточную часть, где обнаружили незаселённый участок площадью 98 985 акров на трёх притоках реки Мадди-Крик, к востоку от реки Ядкин (территория современного округа Форсайт). Поскольку Актом парламента Англии 1749 года Моравская церковь была признана епископальной и обладала теми же правами, что и другие протестантские конфессии в английских доминионах, колониальные власти не стали чинить препятствий, и в сделка была заключена в 1753 году. Эта территория получила название Вахау, по региону в Австрии, где находилось родовое имение Цинцендорфов. Но уже скоро её стали именовать на латинский манер — Ваховия. Сумма сделки составила 500 фунтов, которые Моравская церковь обязалась выплатить в течение четырёх лет. До закрытия сделки моравы также должны были выплачивать графу Гренвилю ежегодную арендную плату в размере 148 фунтов девять шиллингов и два с половиной пенса.
В том же 1753 году в Ваховии было основано первое моравское поселение Бетабара. Изначально оно планировалось как временное, и должно было функционировать только до строительства главного города региона — Сейлема. Однако начавшаяся вскоре Семилетняя война спутала планы колонистов. Постоянные набеги индейцев чероки на поседения белых людей в Северной Каролине привели к большому количеству беженцев, которые искали убежище в относительно безопасной Бетабаре вплоть до 1761 года. В итоге Бетабара вскоре превратилась в крупное и хорошо укреплённое поселение, в то время как планы строительства Сейлема пришлось отложить на 13 лет. Для обеспечения продовольствием быстро растущего населения в 1759 году по плану прибывшего из Европы архитектора Филиппа Кристиана Готлиба Рейтера недалеко от Бетабары было основано поселение Бетания с большими сельскохозяйственными угодьями.

### Основание Сейлема
Планирование
Руководство Моравской церкви в Хернхуте внимательно следило за происходящим в Ваховии. Из-за медленного освоения территории в 1763 году оно направило в Бетабару епископа Фредерика Уильяма Маршалла, «человека большой работоспособности и обладающего замечательными организационными способностями, решительного, активного, методичного и быстрого в мыслях и действиях», который должен был взять на себя руководство светскими делами церкви в Северной Каролине. Фредерик Маршалл считается основателем города Сейлема и «его вдохновляющим гением, обеспечившим успех и прогресс на заре его существования».
14 февраля 1765 года моравы вернулись к рассмотрению вопроса об основании Сейлема. Первоначально было отобрано несколько участков, подходящих для строительства. Согласно традиции братства местоположение будущего города определяло Провидение. По каждому из участков моравы тянули жребий. С седьмой попытки он выпал на участок площадью 3159,5 акра на северном берегу широкого ручья Вах (Сейлем-Крик). Рельеф местности был достаточно сложным. Участок располагался на южном склоне холма с перепадом высот в 100 футов (30,4 м). С востока он круто обрывался к ручью Таун-Ран, а с запада упирался в ручей Таннерс-Ран. Это делало невозможным развитие города в восточном направлении и существенно затрудняло его развитие в западном направлении.
Согласно первоначальному плану городской застройки, разработанному графом Цинцендорфом, Сейлем должен был иметь концентрическую форму с восемью радиально расходящимися главными улицами. Однако этот план не учитывал рельеф местности, поэтому сразу был отвергнут. Поскольку времени было мало, главный архитектор проекта Филипп Рейтер взял за основу разработанный им ранее градостроительный план города Литица. Основой Сейлема, ориентированного по оси «север-юг», стала центральная площадь, образованная четырьмя главными улицами: её западную и восточную стороны образуют соответственно Мейн-стрит и Чёрч-стрит, южную и северную стороны — Академи-стрит и Вест-стрит. Хотя официально улицы получили названия лишь в 1857 году, сейлемцы, безусловно, использовали их и ранее, поскольку основные из них (Мейн-стрит, Чёрч-стрит, Шаллоуфорд и Нью-стрит) уже отмечены на карте города 1821 года.
Центральная площадь, согласно градостроительной концепции, должна была стать местом сосредоточения институциональных и общественных зданий. Здесь было запланировано строительство Гемайнхауса (дома собраний), дома одиноких братьев, дома одиноких сестёр, общественного магазина, а также школ для мальчиков и девочек. Остальная территория была разделена на примерно одинаковые участки для индивидуальных домов, каждый из которых получил свой номер. Эта нумерация участков используется в Старом Сейлеме по сей день.
В рамках первоначального планирования на городской окраине также были отведены земли сельскохозяйственного и промышленного назначения. Сейлемская плантация, предназначенная для обеспечения общины продовольствием, была заложена к юго-востоку от города, за Сейлем-крик, и начала функционировать в 1770 году. Позднее, около 1782 года, к юго-западу от города была основана ещё одна крупная ферма, известная как ферма Стокбургера. Крупные промышленные предприятия и мастерские планировалось разместить вдоль Weg von Shallow Ford. Выбор места был неслучайным: отсюда открывался кратчайший путь к броду, где Большая Филадельфийская фургонная дорога пересекала реку Яркин. При планировании Сейлема Рейтер также учёл наличие к северо-западу от города двух родников и спроектировал систему самотечного водоснабжения. Запущенная в 1778 году, она стала надёжным источником воды для предотвращения пожаров и общественного пользования.
Строительство
После того, как план города был готов, моравы приступили к прокладке дорог, связав будущий город с существующей транспортной сетью Северной Каролины. Строительство самого города началось в январе 1766 года. Моравы имели сильные традиции каменного строительства, привезённые из Европы. Однако на первом этапе они столкнулись отсутствием в регионе источников извести, необходимой для изготовления раствора для кладки. Экспедиция на реку Кейп-Фир за ракушками не помогла решить проблему, а покупать известь в других регионах по 18 пенсов за бушель было слишком накладно. Единственным доступным строительным материалом был лес. В Пьемонте, как и в других частях Северной Каролины, в этот период преобладало бревенчатое строительство, но Фредерик Маршалл, руководивший строительством Сейлема, считал его пустой тратой дефицитной древесины, к тому же недолговечным и пожароопасным. Поэтому по его распоряжению первые шесть жилых домов на западной стороне Мейн-стрит были построены по технологии фахверк. Камень на глиняном растворе использовался лишь на этапе строительства подвалов и полуподвалов. Эти дома имели типовую трёхкомнатную планировку с центральным дымоходом, известную в Германии под названием «Flurküchenhaus». Дом под номером 4, построенный в 1768 году, является старейшим из сохранившихся аутентичных строений Старого Сейлема. По технологии фахверк на первом этапе строительства были возведены дом одиноких братьев (1769) и таверна (1772). Одним из последних каркасных домов, возведённых в это время, является дом землемера Рейтера, построенный в 1772 году.
Далеко не все члены общины оказались довольны качеством фахверковых сооружений. Несмотря на позицию епископа Маршалла, к 1775 году моравы, в основном, отказались от этой технологии. К строительству каркасных домов община вернулась лишь в середине 1810-х годов, когда на лесопилке, построенной в 1776 году, появилось новое оборудование, позволяющее производить более качественные пиломатериалы. Попытки возведения строений из камня были возобновлены в начале 1770-х годов, но в условиях дефицита извести возведение стен из камня выше первого этажа оказалось невозможным. Это в значительной степени снижало их полезную площадь и функционал. Из-за этого второй этаж Гемайнхауса (1771) пришлось достраивать из фахверкового бруса. Каменное одноэтажное здание общественного магазина (1775) по проекту получилось слишком длинным, что не соответствовало архитектурной концепции центральной площади. Чтобы вписать магазин в городской ландшафт, строителям пришлось придать ему Г-образную форму. В сложившихся условиях большинство жителей Сейлема в итоге предпочли бревенчатые дома.
Важное место в списке основных строительных материалов занимала глина, которую моравы добывали в долине Сейлем-Крик. Из неё производилась черепица для покрытия крыш. Технология её изготовления в то время была недоступна другим жителям Северной Каролины, которые, как правило, покрывали здания деревянной черепицей. Поэтому фахверковые конструкции, центральные дымоходы и крыши, покрытые глиняной черепицей, стали визитной карточкой раннего Сейлема. К тому же особый способ укладки черепицы потребовал изменения угла наклона крыши с тем, чтобы выступ карниза выходил за плоскость стены здания. Этот выступ является характерной деталью архитектуры Сейлема 18 века.
В 1772 году первая очередь строительства была завершена, и моравская община начала массовое переселение из Бетабары в Сейлем. В это же время в южной части Ваховии были основаны сельскохозяйственные поселения моравов Фридланд (1771), Фридберг (1771) и первая англоязычная колония Хоуп (1772). Начавшаяся вскоре Война за независимость вынудила моравов заморозить дальнейшее строительство Сейлема на семь лет. В этот период им удалось завершить лишь строительство водовода, жизненно необходимого городу.

### Экономика Сейлема
После 1750 года Пьемонт в Северной Каролине активно заселялся иммигрантами из Европы, преимущественно шотландцами, ирландцами и немцами. Переселенцы в основном занимались сельским хозяйством и промысловой охотой. В результате на рынке возник профицит фермерских и промысловых товаров, в то время как товары ремесленного производства были в дефиците. Моравы хорошо знали экономическую ситуацию в регионе, поэтому Сейлем изначально планировался не только как административный центр Ваховии и духовный центр Южной Моравской церкви в Америке, но и как региональный торговый и ремесленный центр. Именно торговля должна был стать основой благосостояния Сейлемской конгрегации.
Несмотря на то, что окружающее население относилось к моравам с подозрением, а иногда и откровенно враждебно, община быстро наладила скупку у промысловиков олених шкур, которые затем фургонами переправляли в Чарльстон для дальнейшей отправки в Англию. Все торговые операции осуществлялись через принадлежавший общине общественный магазин, которым управлял выходец из Швеции Трауготт Багге. Торговля оленьими шкурами была важным бизнесом для моравов на раннем этапе становления Сейлема. Неслучайно первым промышленным предприятием в городе стал основанный в 1769 году кожевенный завод.
В 1771 году для диаконии одиноких братьев было построено большое двухэтажное бревенчатое здание, в котором разместились мастерские. Здесь работали гончары, столяры, плотники, сапожники, красильщики и лудильщики. Производимые ими товары шли как на внутреннее потребление, так и на продажу. В том же году в Салеме были запущены две мельницы. В 1773 году одинокие братья открыли пивоварню и винокурню, а в 1784 году скотобойню. Примерно в это же время в кузнице, принадлежавшей общине, началось производство серпов.
Общинный труд был приоритетным в Сейлеме, но конгрегация поощряла и частную инициативу. Женатые братья по согласованию с общиной могли открывать собственное дело. В 1789 году Абрахам Лоеш организовал в Сейлеме суконную фабрику, а Готтлиб Шобер в 1790 году запустил производство бумаги. В 1800 году начала свою деятельность пекарня Винклера, получившая известность в США и просуществовавшая до 1926 года. В 1968 году дом семьи Винклеров был отреставрирован и в нём продолжает работать полноценная пекарня на дровах, где ежедневно производятся хлебобулочные изделия по традиционным рецептам. В 1823 году после закрытия дома одиноких братьев неженатые мужчины также получили право на организацию собственных мастерских.

### Структура общины Сейлема
Сейлемская конгрегация базировалась на принципах пиетизма, в основе которого лежали эгалитаризм, общинная жизнь и религиозная чистота. Все члены общины считались равными между собой и отличались лишь принадлежностью к хору. Моравская община была разделена на восемь хоров: одиноких братьев, одиноких сестёр, женатых людей, вдовцов, вдов и сирот, старших мальчиков, старших девочек и детей. Хор имел для морава большее значение, чем семья, что находило отражение даже после смерти. На сейлемском кладбище «Божий акр» умерших членов общины хоронили не по принципу родства, а по принадлежности к хору.
Высшим законодательным органом конгрегации было Общинное собрание в дальнейшем известное как Конгрегационная конференция. В его состав входили все члены братства. Общинное собрание собиралось нечасто, лишь для решения самых важных вопросов. В основном жизнью общины управляли три исполнительных органа: конференция старейшин, юридическая коллегия и конференция помощников. Конференция старейшин (нем. Aeltesten conferenz) ведала всеми духовными делами общины. Юридическая Коллегия (нем. Aufseher Collegium) отвечала за мирские дела конгрегации, включая управление торговлей, выплату заработной платы и другие финансовые вопросы, регулирование строительства, а также определяла кому каким ремеслом будет разрешено заниматься в Сейлеме. Конференция Помощников (нем. Grosse Helfer Conferenz) представлял собой своего рода наблюдательный совет, состоявший из наиболее уважаемых членов общины, которые следили за всем, что происходило в городе и сообщали о возникающих проблемах в соответствующий исполнительный орган. Кроме того «великие помощники» избирали членов юридической коллегии.
Традиционно все моравские поселения, в том числе Сейлем, были организованы по системе «Oeconomie», при которой все средства производства принадлежали общине, а все материальные блага делились между её членами. При этом каждый член общины вносил свой вклад в соответствии со своими способностями, а долю получал в соответствии со своими потребностями. Но в отличие от других моравских колоний в Сейлеме эта система была более гибкой. Неженатые братья и незамужние сёстры жили каждый в своём общежитии и трудились на благо общины до вступления в законный брак. После этого они получали право на индивидуальное занятие ремеслом и аренду участка земли под строительство дома и личной мастерской.
Несмотря на то, что социальный уклад моравов в Сейлеме строился на основании общинного консенсуса, Церковь контролировала все сферы жизни общины. Главным инструментом её влияния была монополия на землю. Ни один житель Сейлема не мог иметь земельный участок в частной собственности в пределах городской черты и должен был арендовать его у церкви. С лицами, нарушившими правила конгрегации, церковь в любой момент могла расторгнуть договор аренды земли и тем самым вынудить их покинуть город.
Хотя моравы в быту пользовались английским языком, официальным языком Ваховии был немецкий вплоть до 1857 года. Лишь после перехода от теократического управления к муниципальному всё делопроизводство было переведено на английский язык.

### Вторая волна строительства Сейлема
После окончания Войны за независимость и появления надёжного источника поставок извести, моравы перешли ко второй очереди застройки Сейлема. 1780-е годы стали для них временем выбора между каменным и кирпичным строительством. В 1784 году для диаконии одиноких братьев была построена каменная бойня, а 1787 году управляющий общественным магазином Трауготт Багге поставил на центральной площади дом из камня. На следующий год моравская община наняла Абрахама Лоеша на строительство каменного Гемайнхауса в Бетабаре, который стал последним крупным каменным зданием, построенным моравами в Северной Каролине. Настоящую революцию в строительстве произвёл каменщик Иоганн Готтлиб Краузе, также владевший ремеслом гончара, развернувший в Сейлеме кирпичное строительство.
Всё началось с крупного пожара в январе 1784 года, в котором сгорела построенная из фахверкового бруса таверна. Это заведение имело важное значение для моравов: оно служило для общины одним из немногих средств связи с внешним миром. О важности таверны свидетельствует тот факт, что на её строительство были использованы материалы, предназначенные для возведения дома одиноких сестёр. Проект новой таверны был отдан Краузе, едва закончившему обучение у престарелого мастера-каменщика Мельхиора Рапса. Опыта каменщику ещё не хватало, и для строительства таверны он применил изготовленный из красной глины нестандартный кирпич длиной около 12 дюймов, шириной 5¼ дюйма и высотой 3 дюйма. Но именно этот кирпич позволил мастеру реализовать проект погреба со сводчатым потолком, позволившим оптимизировать пространство для хранения продуктов. Таверна стала первым двухэтажным и полностью кирпичным зданием в Сейлеме. Кроме того таверна стала первым сооружением с парадным крыльцом.
В 1785 году Краузе разработал план кирпичного дома типа «Flurküchenhaus» для Готтлиба Шобера, по которому были возведены ещё несколько домов. Большинство кирпичных зданий Краузе были двухэтажными и стояли на отштукатуренных каменных фундаментах. В том же году сейлемская община наняла мастера на строительство из кирпича дома одиноких сестёр, а в следующем году он руководил строительством кирпичной пристройки к дому одиноких братьев. Специально под требования Краузе в Сейлеме был организован кирпичный завод, а сам мастер был назначен его управляющим. В 1788 году из-за разногласий с общиной Краузе вынужден был покинуть Сейлем и переехать в Бетабару, где организовал гончарное производство. Однако попытки общины найти каменщика такой же квалификации успехом не увенчались. В 1794 году Моравская церковь подписала с ним контракт на строительство школы для мальчиков. Примечательно, что нижняя часть здания была выполнена Краузе в стиле 1780-х годов с каменным фундаментом и большими кирпичами. Однако в дальнейшем Краузе использовал для строительства традиционный бельгийский кирпич. Это изменение технологии строительства связано с именем каменщика Уильяма Грига, которого Краузе нанял в качестве помощника через три месяца после начала строительства школы для мальчиков. Благодаря Григу Краузе быстро освоил новую строительную технологию и уже скоро превзошёл по мастерству своего помощника. Это хорошо заметно при сравнении построенного Краузе в 1797 году дома Кристофера Воглера и построенного в то же время Григом дома Ворстехера.
Моравская церковь осуществляла строгий архитектурный надзор за всем, что строилось в Сейлеме. Инструментом контроля служил разработанный епископом Ф. У. Маршаллом в 1788 году свод строительных норм и правил, который, вероятно, является самым ранним муниципальным строительным кодексом Америки. Согласно воззрениям моравов принцип равенства членов общины распространялся и на их жилища. Дом среднестатистического жителя города не должен был являться средством самовыражения его хозяина, он должен был быть однотипным и недорогим. Все строительные проекты должны были проходить экспертизу и согласовываться юридической коллегией. На этом этапе утверждалась фиксированная цена выкупа жилья, по которой член общины мог продать его только другому члену общины или церкви. Также в этот период времени дом не предназначался для передачи по наследству. Моравская церковь оставляла за собой право решать, кто будет жить в доме после смерти его владельца. Однако некоторые зажиточные члены общины уже не хотели жить в «простых домах». В 1802 году доктор Самуэль Бенджамин Вирлинг построил роскошный особняк, ставший в то время самым большим домом в Сейлеме. Конгрегация, нуждавшаяся в услугах доктора, вынуждена была закрыть глаза на его строительство. 
Дом Вирлинга стал последней работой Иоганна Краузе и положил начало отходу от моравских архитектурных традиций. Построенный в 1816 году дом Вольца уже отражает постепенное вытеснение традиционной германской формы и переход к федеральному стилю и стилю греческого возрождения. С этого времени индивидуализация жилья в Сейлеме стала развиваться ускоренными темпами. Дом Джона Воглера (1819), построенный в английском стиле, ознаменовал собой полный отход от традиционной моравской архитектуры. В 1821 году Генрих Хербст построил дом с парадным крыльцом, выходившим непосредственно на тротуар, что было прямо запрещено строительным кодексом 1788 года. Хербст также привнёс в архитектуру Сейлема новый элемент — двухэтажную веранду. В том же году рядом с Хербстом построил дом с неоклассическими колоннами Адам Бутнер. К концу 1820-х годов также наметилась тенденция к разделению личного и рабочего пространств. Всё чаще ремесленники стали выносить производство из жилых домов в отдельно стоящие мастерские.
Несмотря на то, что кирпич быстро доказал свою практичность и универсальность, кирпичное строительство обходилось достаточно дорого. Поэтому возведение бревенчатых и каркасных домов в Сейлеме продолжалось. Большинство из них было снесено в более позднее время. К 1840-м годам уже трудно было определить происхождение Сейлема как немецкого поселения. Самым ярким примером индивидуальности и богатства стал дом Эдварда Бело (1849) — роскошный особняк в стиле греческого возрождения. Он расположен на Мейн-стрит как раз напротив фахверковых домов 1760-х годов постройки, являющихся символом эгалитаризма и общественного консенсуса.

### Расширение жилой зоны
Расширение жилой зоны Сейлема началось в 1819 году за счёт жилой застройки вдоль Нью-стрит (Фабричный ряд). Это были преимущественно бревенчатые и  каркасные дома типа «Flurküchenhaus». Вследствие того, что Фабричный ряд не вошёл в первоначальную концепцию Исторического района «Старый Сейлем», большинство этих домов было снесено в 1960-х ― 1970-х годах. От первоначальной застройки на историческом месте сохранился лишь кирпичный дом садовника Кристиана Сассдорфа (1839). Каркасный дом отставного священника и ботаника Кристиана Данке (1832) удалось спасти от сноса, перенеся его на Солт-стрит. В 1985 году компанией «Old Salem inc.» был реконструирован каркасный дом бондаря Джона Аккермана (1822). Все три сохранившиеся постройки Фабричного ряда были внесены в Национальный реестр исторических памятников США в 1978 году.
Преподобный Данке ввел в Сейлеме моду на новогреческий стиль. В дальнейшем элементы греческого возрождения активно использовались при строительстве домов, спроектированных местным предпринимателем Френсисом Фрисом в 1840-1841 годах, в том числе его собственного дома на Брукстаун-стрит (снесён) и дома епископа на Чёрч-стрит. Из сохранившихся построек в греческом стиле особый интерес представляют дом краснодеревщика Джейкоба Сиверса на Мейн-стрит (1845), дом Эдварда Аккермана на Фабричном ряду (1856) и дом предпринимателя Эдварда Бело на Мейн-стрит (1849—1859).
К началу 1840-х годов центральная часть Сейлема была уже плотно застроена. Поэтому в 1843 году управляющий хлопкопрядильной фабрикой Аллен Аккерман построил свой двухэтажный каркасный дом на участке бывшей пивоварни, находившемся на значительном расстоянии от центра города. Его дом положил начало новой улице Поплар-стрит и стал первым строением будущего района Вест-Сейлем.
После образования округа Форсайт городская застройка распространялась преимущественно на север, вдоль Мейн-стрит. Здесь появились крупные промышленные предприятия, в том числе вагоностроительный завод и мебельная фабрика Воглера, а также жилые дома для работников. Значительная часть этой жилой застройки была снесена в 1962 году при строительстве автомагистрали U.S. Route 421. Среди снесённых зданий оказалась и жестяная мастерская Микки, вывеска которого ― гигантский кофейник — является символом города Уинстон-Сейлем.
Гражданская война в США на время затормозила дальнейшее развитие Сейлема. Моравы были убеждёнными пацифистами и непосредственно в боевых действиях не участвовали. Благодаря этому городу удалось избежать разрушений. 10 апреля 1865 года мэр Сейлема Джошуа Бонер без боя сдал город трёхтысячному кавалерийскому отряду Джорджа Стоунмана. 21 мая того же года капеллан кавалерии армии Союза зачитал общий приказ № 32 об освобождении рабов. Моравской церкви вскоре пришлось решать вопрос о размещении чернокожих вольноотпущенников. В 1872 году на территории бывшей плантации Шумана к юго-востоку от Сейлема появился мини-город с сетью улиц, застроенных простыми каркасными домами, церковью и собственным кладбищем, полноправными резидентами которого стали бывшие рабы. Этот район получил название Либерия, но уже к 1876 году был переименован в Хэппи-Хилл. Историческое наследие афроамериканцев в Сейлеме практически не сохранилось. По состоянию на 2018 год оно представлено лишь реконструированной бревенчатой церковью (проект 1823 года), кирпичной церковью Святого Филиппа (1861) и плохо сохранившимся кладбищем «Акр негритянского Бога» (1816). В связи с возросшим интересом к истории афроамериканцев в Сейлеме компания «Музеи и сады Сейлема» с декабря 2016 года реализует проект «Скрытый город», в рамках которого осуществляет археологические изыскания на участках исторического района, где содержались рабы и проживали вольноотпущенники.
После окончания Гражданской войны значительную роль в строительной отрасли Сейлема стала играть учреждённая в это время строительная фирма «Братья Фоггл». В начале 1870-х годов компания построила на заказ несколько зданий в стиле эклектики. Братья Фоггл также стали пионерами строительства в Сейлеме и Уинстоне многоквартирных домов.
В период индустриализации Сейлема проложенная в 1826 году улица Нью-Шаллоуфорд-стрит (ныне Брукстаун-авеню) также стала местом сосредоточения крупной промышленности. Вслед за появлением фабрик и заводов здесь в 1890-х — 1910-х было осуществлено строительство жилья для среднего класса и рабочих. Эта жилая застройка стала частью расширяющегося района Вест-Сейлем. Полутораэтажные и двухэтажные каркасные дома с садиками на заднем дворе сохранились в аутентичном виде, а на некоторых из них сохранилась оригинальная черепица из прессованной глины. В этот же период времени в городе осуществлялось строительство домов по проектам профессиональных архитекторов. Несколько сохранившихся исторических зданий в районе фабрики   «Arista Cotton Mill» – Хайлхёрст в стиле королевы Анны (1884), дом Уильяма Блэра в стиле колониального возрождения (1901) и дом Генри Шаффнера в стиле английского возрождения (1907) – свидетельствуют о существовании здесь целого «модного» квартала, построенного состоятельными гражданами города. К ним также следует отнести дома Конрада Старбака и Джеймса Роджерса, которые по состоянию на 2018 год находятся за пределами исторического района.

### Образование в Сейлеме
Образование играло важную роль в жизни сейлемской общины. Об этом свидетельствует тот факт, что первое образовательное заведение в Сейлеме ― школа для мальчиков ― начала функционировать в 1771 году, ещё до официального заселения города, в то время как Домашняя Моравская церковь, главное культовое сооружение конгрегации, была построена в конце 1790-х годов (освящена в 1800 году). В 1794 году школа для мальчиков переехала в новое двухэтажное кирпичное здание на центральной городской площади. Обучение в школе начиналось с шести лет. Мальчики получали начальное образование, после чего переселялись в дом одиноких братьев, где в качестве подмастерий изучали определённое им общиной ремесло. Такое положение сохранялось до 1823 года. Лишь после закрытия дома одиноких братьев они получили возможность вернуться в семьи. В то же время наиболее одарённые дети, по всей видимости, имели возможность продолжать образование. Примером может служить Фрэнсис Левин Фрис (1812―1863), талантливый предприниматель и лидер сейлемского бизнеса. Уже в школьные годы он демонстрировал выдающиеся способности. По окончании начальной школы в Сейлеме он был направлен на обучение в «Педагогиум» Назарет-Холла (Назарет, Пенсильвания). В возрасте двенадцати лет он начал преподавать в школе для мальчиков, а в шестнадцать был назначен руководителем строительства Сейлемской хлопковой фабрики, где в последующем стал управляющим.